# Changuena
Changuena (Chánguina), danas izumrli indijanski narod iz unutrašnjosti zapadne Paname i jugozapadno od rijeke Río Telorio (Changuinola). Jezično su pripadali porodici Dorasque.